# Cesta (album)
Cesta je studijski album slovenskega kantavtorja Vlada Kreslina, izdan 31. avgusta 2007.

## Seznam pesmi
| CD 1: Cesta | CD 1: Cesta                           | CD 1: Cesta                     | CD 1: Cesta    | CD 1: Cesta |
| Št.         | Naslov                                | Besedilo                        | Glasba         | Dolžina     |
| ----------- | ------------------------------------- | ------------------------------- | -------------- | ----------- |
| 1.          | „Kuku‟                                | Vlado Kreslin                   | narodna        | 1:01        |
| 2.          | „Cesta‟                               | Kreslin                         | Miro Tomassini | 5:15        |
| 3.          | „Z Goričkega v Piran‟                 | Kreslin                         | Tomassini      | 3:34        |
| 4.          | „V parku za gradom‟                   | Kreslin                         | Tomassini      | 4:05        |
| 5.          | „Abel in Kajn‟ (feat. Severa Gjurin)  | Kreslin • Gal Gjurin            | Kreslin        | 2:53        |
| 6.          | „Dokler se srce ne ustavi‟            | Kreslin • G. Gjurin             | Kreslin        | 3:53        |
| 7.          | „Kakor zvezdi na nebu‟ (feat. Neisha) | Kreslin • G. Gjurin • Tomassini | Tomassini      | 3:22        |
| 8.          | „Novo, novejše, najnovejše‟           | Kreslin                         | Tomassini      | 4:31        |

| CD 2: Križišča | CD 2: Križišča                                            | CD 2: Križišča        | CD 2: Križišča                          | CD 2: Križišča |
| Št.            | Naslov                                                    | Besedilo              | Glasba                                  | Dolžina        |
| -------------- | --------------------------------------------------------- | --------------------- | --------------------------------------- | -------------- |
| 9.             | „Magdalenca‟ (feat. Zuf de Žur)                           | Valter Sivilotti      | narodna, Mauro Punteri                  | 5:16           |
| 10.            | „Glej, vlak se vije‟ (feat. Aleksander Ipavec)            | Kreslin               | Ipavec                                  | 3:33           |
| 11.            | „Rož, podjuna, zila‟ (feat. Bališ)                        | J. Mikula • J. Štikar | P. Kernjak                              | 3:46           |
| 12.            | „La Brigata Garibaldi‟ (feat. Žur de Zuf)                 | Punteri • Sivilotti   | narodna • Maurice Druon • Joseph Kessel | 4:42           |
| 13.            | „Bella ciao‟                                              |                       |                                         | 1:40           |
| 14.            | „Njen trenutek prihaja‟ (feat. Neisha)                    | Kreslin               | Aleš Klinar                             | 3:52           |
| 15.            | „Rulet‟ (feat. Dražen Turina – Šajeta)                    | Turina • Kreslin      | Turina                                  | 5:47           |
| 16.            | „Il treno va via‟ (skrita pesem, feat. Aleksander Ipavec) |                       |                                         | 3:32           |

## Zasedba
- Vlado Kreslin — vokal, akustična kitara, klavir, orglice
- Miro Tomassini — električna in akustična kitara, mandolina, bas kitara
- Gal Gjurin — Hammond orgle, električna in akustična kitara, bas kitara, kontrabas, violončelo, buzuki, rhodes, harmonika, harmonij, klavir, programiranje, trobenta (14)
- Iztok Cergol — violina
- Neža Buh – Neisha — klavir, vokal (7, 14), rhodes (14)
- Severa Gjurin — vokal (5)
- Mario Marolt — saksofon (7)
- Andraž Mazi — električna kitara, lapsteel
- Matjaž Poravne — violina (7)
- Gašper Peršl — bobni (2, 8)
- Sergej Randjelović – Runjoe — bobni, tolkala (3, 4)
- Aleksander Ipavec — harmonika (10)
- Paola Chiabudini — klavir (10)
- Davide Casali — klarinet (10)
- Matej Mršnik — kitara (14)
- Tadej Kampl — kontrabas (14)
- Žiga Kožar — bobni (14)
- Mitja Kavčič — Hammond orgle (14)
- Neža Drobnič in Darja Drobnič — spremljevalni vokal (14)
- Elvis Stanič — kitara (15)[4]